# Bom Jesus da Serra
Bom Jesus da Serra is een gemeente in de Braziliaanse deelstaat Bahia. De gemeente telt 10.588 inwoners (schatting 2009).

## Verkeer en vervoer
De plaats ligt aan de radiale snelweg BR-030 tussen Brasilia en Ubaitaba. Daarnaast ligt ze aan de weg BA-640.